# Nops ernestoi
Espèce
Nops ernestoi est une espèce d'araignées aranéomorphes de la famille des Caponiidae.

## Distribution
Cette espèce est endémique de la province de La Vega en République dominicaine,. Elle se rencontre vers Jarabacoa.

## Description
Le mâle holotype mesure 5,00 mm et la femelle 5,25 mm.
Le mâle décrit par Sánchez-Ruiz et Brescovit en 2018  mesure 8,2 mm et la femelle 8,8 mm.

## Étymologie
Cette espèce est nommée en l'honneur d'Ernesto Ruiz Balcells.

## Publication originale
- Sánchez-Ruiz, 2005 : A. Una nueva especie de Nops MacLeay, 1839 (Araneae, Caponiidae) de República Dominicana. Revista Ibérica de Aracnología, vol. 11, p. 23-27 (texte intégral).